# 2010-es úszó-Európa-bajnokság
A 2010-es úszó-Európa-bajnokságot ("úszó, műúszó, műugró és hosszútávúszó-Európa-bajnokság") 2010. augusztus 4. és augusztus 15. között rendezték meg Budapesten. A hosszútávúszó versenyeket Balatonfüreden tartották. Budapest 2008. szeptember 27-én kapta meg az Eb rendezési jogát. Budapest korábban három alkalommal rendezett Eb-t, 1926-ban, majd 1958-ban, legutóbb pedig 2006-ban.
Összesen 61 versenyszámban avattak Európa-bajnokot. Úszásban a férfiaknál és nőknél is egyaránt 20-20, hosszútávúszásban 3-3, valamint 1 csapatversenyt, műugrásban 5-5 versenyszámot rendeztek. Szinkronúszásban 4 versenyszámban hirdettek győztest.
Az Európa-bajnokságon 43 ország 966 sportolója vett részt, ami az Európa-bajnokságok történetében rekord volt.
A magyar csapat 6 aranyérmet, 4 ezüstérmet és 4 bronzérmet nyert. Cseh László és Hosszú Katinka két–két egyéni aranyérmet nyert, valamint Gyurta Dániel lett Európa-bajnok, és a női 4×200 méteres gyorsúszásban is magyar győzelem született. Magyar váltó utoljára az 1952-es olimpián, valamint az 1954-es Európa-bajnokságon nyert.

## Eseménynaptár
| ● | Megnyitó ünnepség | ● | Versenynap | ● | Döntő(k) | ● | Záró ünnepség |

| Augusztus      | 4 | 5 | 6 | 7 | 8 | 9 | 10 | 11 | 12 | 13 | 14 | 15 | T  |
| -------------- | - | - | - | - | - | - | -- | -- | -- | -- | -- | -- | -- |
| Ünnepségek     |   | ● |   |   |   |   |    |    |    |    |    | ●  |    |
| Úszás          |   |   |   |   |   | 4 | 5  | 5  | 7  | 4  | 7  | 8  | 40 |
| Hosszútávúszás | 2 | 2 | 1 | 1 | 1 |   |    |    |    |    |    |    | 7  |
| Műugrás        |   |   |   |   |   |   | 1  | 1  | 2  | 2  | 2  | 2  | 10 |
| Műúszás        |   |   |   | 2 | 2 |   |    |    |    |    |    |    | 4  |
| Döntők         | 2 | 2 | 1 | 3 | 3 | 4 | 6  | 6  | 9  | 6  | 9  | 10 | 61 |

Úszás
| S                                                                                               | Előfutamok (selejtezők) | E | Elődöntők | D | Döntő |
| Az előfutamokat mindennap 9:30-tól, az elődöntőket és a döntőket 17:00 – 19:00 között rendezik. |                         |   |           |   |       |

| Augusztus           | 9 | 9 | 10 | 10 | 11 | 11 | 12 | 12 | 13 | 13 | 14 | 14 | 15 | 15 |
| ------------------- | - | - | -- | -- | -- | -- | -- | -- | -- | -- | -- | -- | -- | -- |
| 050 m-es gyors      |   |   |    |    |    |    |    |    |    |    | S  | E  | D  | D  |
| 100 m-es gyors      |   |   |    |    |    |    | S  | E  | D  | D  |    |    |    |    |
| 200 m-es gyors      |   |   | S  | E  | D  | D  |    |    |    |    |    |    |    |    |
| 400 m-es gyors      | S | D |    |    |    |    |    |    |    |    |    |    |    |    |
| 800 m-es gyors      |   |   |    |    |    |    | S  | S  | D  | D  |    |    |    |    |
| 1500 m-es gyors     |   |   | S  | S  | D  | D  |    |    |    |    |    |    |    |    |
| 050 m-es hát        |   |   |    |    | S  | E  | D  | D  |    |    |    |    |    |    |
| 100 m-es hát        | S | E | D  | D  |    |    |    |    |    |    |    |    |    |    |
| 200 m-es hát        |   |   |    |    |    |    |    |    | S  | E  | D  | D  |    |    |
| 050 m-es mell       |   |   |    |    |    |    |    |    | S  | E  | D  | D  |    |    |
| 100 m-es mell       | S | E | D  | D  |    |    |    |    |    |    |    |    |    |    |
| 200 m-es mell       |   |   |    |    | S  | E  | D  | D  |    |    |    |    |    |    |
| 050 m-es pillangó   | S | E | D  | D  |    |    |    |    |    |    |    |    |    |    |
| 100 m-es pillangó   |   |   |    |    |    |    |    |    | S  | E  | D  | D  |    |    |
| 200 m-es pillangó   |   |   |    |    | S  | E  | D  | D  |    |    |    |    |    |    |
| 200 m-es vegyes     |   |   | S  | E  | D  | D  |    |    |    |    |    |    |    |    |
| 400 m-es vegyes     |   |   |    |    |    |    |    |    |    |    |    |    | S  | D  |
| 4 × 100 m-es gyors  | S | D |    |    |    |    |    |    |    |    |    |    |    |    |
| 4 × 200 m-es gyors  |   |   |    |    |    |    |    |    |    |    | S  | D  |    |    |
| 4 × 100 m-es vegyes |   |   |    |    |    |    |    |    |    |    |    |    | S  | D  |

| Augusztus           | 9 | 9 | 10 | 10 | 11 | 11 | 12 | 12 | 13 | 13 | 14 | 14 | 15 | 15 |
| ------------------- | - | - | -- | -- | -- | -- | -- | -- | -- | -- | -- | -- | -- | -- |
| 050 m-es gyors      |   |   |    |    |    |    |    |    |    |    | S  | E  | D  | D  |
| 100 m-es gyors      |   |   | S  | E  | D  | D  |    |    |    |    |    |    |    |    |
| 200 m-es gyors      |   |   |    |    |    |    |    |    | S  | E  | D  | D  |    |    |
| 400 m-es gyors      |   |   |    |    |    |    |    |    |    |    |    |    | S  | D  |
| 800 m-es gyors      |   |   |    |    | S  | S  | D  | D  |    |    |    |    |    |    |
| 1500 m-es gyors     |   |   |    |    |    |    |    |    | S  | S  | D  | D  |    |    |
| 050 m-es hát        |   |   |    |    |    |    |    |    | S  | E  | D  | D  |    |    |
| 100 m-es hát        |   |   |    |    | S  | E  | D  | D  |    |    |    |    |    |    |
| 200 m-es hát        | S | E | D  | D  |    |    |    |    |    |    |    |    |    |    |
| 050 m-es mell       |   |   |    |    |    |    |    |    |    |    | S  | E  | D  | D  |
| 100 m-es mell       |   |   | S  | E  | D  | D  |    |    |    |    |    |    |    |    |
| 200 m-es mell       |   |   |    |    |    |    | S  | E  | D  | D  |    |    |    |    |
| 050 m-es pillangó   | S | E | D  | D  |    |    |    |    |    |    |    |    |    |    |
| 100 m-es pillangó   |   |   |    |    |    |    | S  | E  | D  | D  |    |    |    |    |
| 200 m-es pillangó   |   |   |    |    |    |    |    |    |    |    | S  | E  | D  | D  |
| 200 m-es vegyes     |   |   |    |    | S  | E  | D  | D  |    |    |    |    |    |    |
| 400 m-es vegyes     | S | D |    |    |    |    |    |    |    |    |    |    |    |    |
| 4 × 100 m-es gyors  | S | D |    |    |    |    |    |    |    |    |    |    |    |    |
| 4 × 200 m-es gyors  |   |   |    |    |    |    | S  | D  |    |    |    |    |    |    |
| 4 × 100 m-es vegyes |   |   |    |    |    |    |    |    |    |    |    |    | S  | D  |

Műugrás
| S | Selejtező | D | Döntő |

| Augusztus        | 9 | 9 | 10 | 10 | 11 | 11 | 12 | 12 | 13 | 13 | 14 | 14 | 15 | 15 |
| ---------------- | - | - | -- | -- | -- | -- | -- | -- | -- | -- | -- | -- | -- | -- |
| 01 m             |   |   |    |    | S  | D  |    |    |    |    |    |    |    |    |
| 03 m             |   |   |    |    |    |    |    |    | S  | D  |    |    |    |    |
| 10 m             |   |   |    |    |    |    |    |    |    |    |    |    | S  | D  |
| 03 m-es szinkron |   |   |    |    |    |    | S  | D  |    |    |    |    |    |    |
| 10 m-es szinkron |   |   |    |    |    |    |    |    |    |    | S  | D  |    |    |

| Augusztus        | 9 | 9 | 10 | 10 | 11 | 11 | 12 | 12 | 13 | 13 | 14 | 14 | 15 | 15 |
| ---------------- | - | - | -- | -- | -- | -- | -- | -- | -- | -- | -- | -- | -- | -- |
| 01 m             |   |   | S  | D  |    |    |    |    |    |    |    |    |    |    |
| 03 m             |   |   |    |    |    |    |    |    |    |    | S  | D  |    |    |
| 10 m             |   |   |    |    |    |    | S  | D  |    |    |    |    |    |    |
| 03 m-es szinkron |   |   |    |    |    |    |    |    |    |    |    |    | S  | D  |
| 10 m-es szinkron |   |   |    |    |    |    |    |    | S  | D  |    |    |    |    |

Műúszás
| S | Selejtező | D | Döntő |

| Augusztus       | 4 | 5 | 6 | 7 | 8 |
| --------------- | - | - | - | - | - |
| egyéni          | S |   |   | D |   |
| páros           |   | S |   |   | D |
| csapat          |   |   | S | D |   |
| kombinációs kűr |   |   |   |   | D |

Hosszútávúszás
| D | Döntő |

| Augusztus   | 4 | 5 | 6 | 7 | 8 |
| ----------- | - | - | - | - | - |
| Férfi 05 km |   | D |   |   |   |
| Férfi 10 km | D |   |   |   |   |
| Férfi 25 km |   |   |   | D |   |
| Női 05 km   | D |   |   |   |   |
| Női 10 km   |   | D |   |   |   |
| Női 25 km   |   |   |   |   | D |
| Csapat 5 km |   |   | D |   |   |

## A magyar versenyzők eredményei
Úszásban a 800 és 1500 méteres távok kivételével valamennyi számban négy magyar versenyző indult. Úszásban azonban az azonos nemzet úszói közül csak a két legjobb versenyző juthatott tovább a következő fordulóba, az időeredmények sorrendjében.
Érmesek
| Érem  | Versenyző                                                | Versenyszám | Versenyszám         | Dátum |
| ----- | -------------------------------------------------------- | ----------- | ------------------- | ----- |
| Arany | Cseh László                                              | úszás       | Férfi 200 m vegyes  |       |
| Arany | Hosszú Katinka                                           | úszás       | Női 200 m vegyes    |       |
| Arany | Gyurta Dániel                                            | úszás       | Férfi 200 m mell    |       |
| Arany | Mutina Ágnes Dara Eszter Hosszú Katinka Verrasztó Evelyn | úszás       | Női 4 × 200 m gyors |       |
| Arany | Hosszú Katinka                                           | úszás       | Női 200 m pillangó  |       |
| Arany | Cseh László                                              | úszás       | Férfi 400 m vegyes  |       |
| Ezüst | Hosszú Katinka                                           | úszás       | Női 400 m vegyes    |       |
| Ezüst | Verrasztó Evelyn                                         | úszás       | Női 200 m vegyes    |       |
| Ezüst | Jakabos Zsuzsanna                                        | úszás       | Női 200 m pillangó  |       |
| Ezüst | Verrasztó Dávid                                          | úszás       | Férfi 400 m vegyes  |       |
| Bronz | Kis Gergő                                                | úszás       | Férfi 400 m gyors   |       |
| Bronz | Jakabos Zsuzsanna                                        | úszás       | Női 400 m vegyes    |       |
| Bronz | Mutina Ágnes                                             | úszás       | Női 200 m gyors     |       |
| Bronz | Barta Nóra                                               | műugrás     | Női 3 m műugrás     |       |

## Éremtáblázat
(A táblázatban Magyarország eltérő háttérszínnel kiemelve.)
| Helyezés | Nemzet           | Arany | Ezüst | Bronz | Összesen |
| 1.       | Oroszország      | 13    | 7     | 8     | 28       |
| 2.       | Németország      | 8     | 9     | 3     | 20       |
| 3.       | Franciaország    | 8     | 8     | 7     | 23       |
| 4.       | Nagy-Britannia   | 6     | 6     | 7     | 19       |
| 5.       | Olaszország      | 6     | 5     | 6     | 17       |
| 6.       | Magyarország     | 6     | 4     | 4     | 14       |
| 7.       | Svédország       | 3     | 4     | 4     | 11       |
| 8.       | Ukrajna          | 3     | 2     | 4     | 9        |
| 9.       | Dánia            | 2     | 2     | 2     | 6        |
| 10.      | Spanyolország    | 1     | 4     | 4     | 9        |
| 11.      | Hollandia        | 1     | 2     | 4     | 7        |
| 12.      | Norvégia         | 1     | 2     | 0     | 3        |
| 13.      | Görögország      | 1     | 1     | 3     | 5        |
| 14.      | Fehéroroszország | 1     | 1     | 2     | 4        |
| 15.      | Lengyelország    | 1     | 0     | 1     | 2        |
| 16.      | Ausztria         | 0     | 2     | 0     | 2        |
| 17.      | Feröer           | 0     | 1     | 0     | 1        |
| 17.      | Írország         | 0     | 1     | 0     | 1        |
| 17.      | Románia          | 0     | 1     | 0     | 1        |
| 20.      | Izrael           | 0     | 0     | 2     | 2        |
| Összesen | Összesen         | 61    | 62    | 61    | 184      |

- Férfi 5 km-es hosszútávúszásban holtverseny miatt két bronzérmet osztottak ki.
- Női 100 m-es mellúszásban holtverseny miatt két ezüstérmet osztottak ki, bronzérmes nem volt.

## Eredmények

### Úszás
- CR: Európa-bajnoki rekord
- ER: Európa-rekord

#### Férfi
| Versenyszám                                         | Arany                                                                                      | Arany      | Ezüst                                                                                        | Ezüst    | Bronz                                                                                        | Bronz    |
| --------------------------------------------------- | ------------------------------------------------------------------------------------------ | ---------- | -------------------------------------------------------------------------------------------- | -------- | -------------------------------------------------------------------------------------------- | -------- |
| 50 m-es gyorsúszás Döntő: augusztus 15.             | Frédérick Bousquet · Franciaország                                                         | 21,49      | Stefan Nystrand · Svédország                                                                 | 21,69    | Fabien Gilot · Franciaország                                                                 | 21,76    |
| 100 m-es gyorsúszás Döntő: augusztus 13.            | Alain Bernard · Franciaország                                                              | 48,49      | Jevgenyij Lagunov · Oroszország                                                              | 48,52    | William Meynard · Franciaország                                                              | 48,56    |
| 200 m-es gyorsúszás Döntő: augusztus 11.            | Paul Biedermann · Németország                                                              | 1:46,06    | Nyikita Lobincev · Oroszország                                                               | 1:46,51  | Sebastiaan Verschuren · Hollandia                                                            | 1:46,91  |
| 400 m-es gyorsúszás Döntő: augusztus 9.             | Yannick Agnel · Franciaország                                                              | 3:46,17    | Paul Biedermann · Németország                                                                | 3:46,30  | Kis Gergő · Magyarország                                                                     | 3:48,14  |
| 800 m-es gyorsúszás Döntő: augusztus 13.            | Sébastien Rouault · Franciaország                                                          | 7:48,28 CR | Christian Kubusch · Németország                                                              | 7:49,12  | Samuel Pizzetti · Olaszország                                                                | 7:49,94  |
| 1500 m-es gyorsúszás Döntő: augusztus 11.           | Sébastien Rouault · Franciaország                                                          | 14:55,17   | Pál Joensen · Feröer                                                                         | 14:56,90 | Samuel Pizzetti · Olaszország                                                                | 14:59,76 |
|                                                     |                                                                                            |            |                                                                                              |          |                                                                                              |          |
| 50 m-es hátúszás Döntő: augusztus 12.               | Camille Lacourt · Franciaország                                                            | 24,07      | Liam Tancock · Egyesült Királyság                                                            | 24,70    | Guy Barnea · Izrael                                                                          | 25,04    |
| 100 m-es hátúszás Döntő: augusztus 10.              | Camille Lacourt · Franciaország                                                            | 52,11 ER   | Jérémy Stravius · Franciaország                                                              | 53,44    | Liam Tancock · Egyesült Királyság                                                            | 53,86    |
| 200 m-es hátúszás Döntő: augusztus 14.              | Sztanyiszlav Donyec · Oroszország                                                          | 1:57,18    | Markus Rogan · Ausztria                                                                      | 1:57,31  | Benjamin Stasiulis · Franciaország                                                           | 1:57,37  |
|                                                     |                                                                                            |            |                                                                                              |          |                                                                                              |          |
| 50 m-es mellúszás Döntő: augusztus 14.              | Fabio Scozzoli · Olaszország                                                               | 27,38      | Dragos Agache · Románia                                                                      | 27,47    | Lennart Stekelenburg · Hollandia                                                             | 27,51    |
| 100 m-es mellúszás Döntő: augusztus 10.             | Alexander Dale Oen · Norvégia                                                              | 59,20 CR   | Hugues Duboscq · Franciaország                                                               | 1:00,15  | Fabio Scozzoli · Olaszország                                                                 | 1:00,41  |
| 200 m-es mellúszás Döntő: augusztus 12.             | Gyurta Dániel · Magyarország                                                               | 2:08,95 CR | Alexander Dale Oen · Norvégia                                                                | 2:09,68  | Hugues Duboscq · Franciaország                                                               | 2:11,03  |
|                                                     |                                                                                            |            |                                                                                              |          |                                                                                              |          |
| 50 m-es pillangóúszás Döntő: augusztus 10.          | Rafael Muñoz Perez · Spanyolország                                                         | 23,17      | Frédérick Bousquet · Franciaország                                                           | 23,41    | Jevgenyij Korotiskin · Oroszország                                                           | 23,43    |
| 100 m-es pillangóúszás Döntő: augusztus 14.         | Jevgenyij Korotiskin · Oroszország                                                         | 51,73 CR   | Joeri Verlinden · Hollandia                                                                  | 51,82    | Konrad Czerniak · Lengyelország                                                              | 52,16    |
| 200 m-es pillangóúszás Döntő: augusztus 12.         | Paweł Korzeniowski · Lengyelország                                                         | 1:55,00    | Nyikolaj Szkvorcov · Oroszország                                                             | 1:56,13  | Ioannis Drymonakos · Görögország                                                             | 1:57,10  |
|                                                     |                                                                                            |            |                                                                                              |          |                                                                                              |          |
| 200 m-es vegyesúszás Döntő: augusztus 11.           | Cseh László · Magyarország                                                                 | 1:57,73 CR | Markus Rogan · Ausztria                                                                      | 1:58,03  | Joe Roebuck · Egyesült Királyság                                                             | 1:59,46  |
| 400 m-es vegyesúszás Döntő: augusztus 15.           | Cseh László · Magyarország                                                                 | 4:10,95    | Verrasztó Dávid · Magyarország                                                               | 4:12,96  | Gal Nevo · Izrael                                                                            | 4:15,10  |
|                                                     |                                                                                            |            |                                                                                              |          |                                                                                              |          |
| 4 × 100 m-es gyorsúszás váltó Döntő: augusztus 9.   | Oroszország · Jevgenyij Lagunov · Andrej Grecsin · Nyikita Lobincev · Danyila Izotov       | 3:12,46 CR | Franciaország · Fabien Gilot · Yannick Agnel · William Meynard · Alain Bernard               | 3:13,29  | Svédország · Stefan Nystrand · Lars Frölander · Robin Andreasson · Jonas Persson             | 3:15,07  |
| 4 × 200 m-es gyorsúszás váltó Döntő: augusztus 14.  | Oroszország · Nyikita Lobincev · Danyila Izotov · Szergej Perunyin · Alekszandr Szuhorukov | 7:06,71 CR | Németország · Paul Biedermann · Tim Wallburger · Robin Backhaus · Clemens Rapp               | 7:08,13  | Franciaország · Yannick Agnel · Clément Lefert · Antton Harambouré · Jérémy Stravius         | 7:09,70  |
|                                                     |                                                                                            |            |                                                                                              |          |                                                                                              |          |
| 4 × 100 m-es vegyesúszás váltó Döntő: augusztus 15. | Franciaország · Camille Lacourt · Hugues Duboscq · Fréderick Bousquet · Fabien Gilot       | 3:31,32 CR | Oroszország · Sztanyiszlav Donec · Roman Szludnov · Jevgenyij Korotiskin · Jevgenyij Lagunov | 3:33,29  | Hollandia · Nick Driebergen · Lennart Stekelenburg · Joeri Verlinden · Sebastiaan Verschuren | 3:33,99  |

#### Női
| Versenyszám                                         | Arany                                                                               | Arany      | Ezüst                                                                                      | Ezüst    | Bronz                                                                                   | Bronz    |
| --------------------------------------------------- | ----------------------------------------------------------------------------------- | ---------- | ------------------------------------------------------------------------------------------ | -------- | --------------------------------------------------------------------------------------- | -------- |
| 50 m-es gyorsúszás Döntő: augusztus 15.             | Therese Alshammar · Svédország                                                      | 24,45      | Hinkelien Schreuder · Hollandia                                                            | 24,66    | Francesca Halsall · Egyesült Királyság                                                  | 24,67    |
| 100 m-es gyorsúszás Döntő: augusztus 11.            | Francesca Halsall · Egyesült Királyság                                              | 53,58      | Alekszandra Heraszimena · Fehéroroszország                                                 | 53,82    | Femke Heemskerk · Hollandia                                                             | 54,12    |
| 200 m-es gyorsúszás Döntő: augusztus 14.            | Federica Pellegrini · Olaszország                                                   | 1:55,45 CR | Silke Lippok · Németország                                                                 | 1:56,98  | Mutina Ágnes · Magyarország                                                             | 1:57,12  |
| 400 m-es gyorsúszás Döntő: augusztus 15.            | Rebecca Adlington · Egyesült Királyság                                              | 4:04,55    | Ophélie-Cyrielle Étienne · Franciaország                                                   | 4:05,40  | Lotte Friis · Dánia                                                                     | 4:07,10  |
| 800 m-es gyorsúszás Döntő: augusztus 12.            | Lotte Friis · Dánia                                                                 | 8:23,27    | Ophélie-Cyrielle Étienne · Franciaország                                                   | 8:24,00  | Federica Pellegrini · Olaszország                                                       | 8:24,99  |
| 1500 m-es gyorsúszás Döntő: augusztus 14.           | Lotte Friis · Dánia                                                                 | 15:59,13   | Grainne Murphy · Írország                                                                  | 16:02,29 | Erika Villaecija · Spanyolország                                                        | 16:05,08 |
|                                                     |                                                                                     |            |                                                                                            |          |                                                                                         |          |
| 50 m-es hátúszás Döntő: augusztus 14.               | Alekszandra Heraszimena · Fehéroroszország                                          | 27,64 CR   | Daniela Samulski · Németország                                                             | 27,99    | Mercedes Peris Minguet · Spanyolország                                                  | 28,01    |
| 100 m-es hátúszás Döntő: augusztus 12.              | Gemma Spofforth · Egyesült Királyság                                                | 59,80      | Elizabeth Simmonds · Egyesült Királyság                                                    | 1:00,19  | Jenny Mensing · Németország                                                             | 1:00,72  |
| 200 m-es hátúszás Döntő: augusztus 10.              | Elizabeth Simmonds · Egyesült Királyság                                             | 2:07,04    | Gemma Spofforth · Egyesült Királyság                                                       | 2:08,25  | Duane da Rocha Marce · Spanyolország                                                    | 2:10,46  |
|                                                     |                                                                                     |            |                                                                                            |          |                                                                                         |          |
| 50 m-es mellúszás Döntő: augusztus 15.              | Julija Jefimova · Oroszország                                                       | 30,29 CR   | Kate Haywood · Egyesült Királyság                                                          | 31,12    | Jennie Johansson · Svédország                                                           | 31,24    |
| 100 m-es mellúszás Döntő: augusztus 11.             | Julija Jefimova · Oroszország                                                       | 1:06,32    | Rikke Møller Pedersen · Dánia · Jennie Johansson · Svédország                              | 1:07,36  |                                                                                         |          |
| 200 m-es mellúszás Döntő: augusztus 13.             | Anasztaszija Csaun · Oroszország                                                    | 2:23,50 CR | Sara Nordenstam · Norvégia                                                                 | 2:24,42  | Rikke Møller Pedersen · Dánia                                                           | 2:24,99  |
|                                                     |                                                                                     |            |                                                                                            |          |                                                                                         |          |
| 50 m-es pillangóúszás Döntő: augusztus 10.          | Therese Alshammar · Svédország                                                      | 25,63      | Jeanette Ottesen · Dánia                                                                   | 25,69    | Melanie Henique · Franciaország                                                         | 26,09    |
| 100 m-es pillangóúszás Döntő: augusztus 13.         | Sarah Sjöström · Svédország                                                         | 57,32      | Francesca Halsall · Egyesült Királyság                                                     | 57,40    | Therese Alshammar · Svédország                                                          | 57,80    |
| 200 m-es pillangóúszás Döntő: augusztus 15.         | Hosszú Katinka · Magyarország                                                       | 2:06,71    | Jakabos Zsuzsanna · Magyarország                                                           | 2:07,06  | Ellen Gandy · Egyesült Királyság                                                        | 2:07,54  |
|                                                     |                                                                                     |            |                                                                                            |          |                                                                                         |          |
| 200 m-es vegyesúszás Döntő: augusztus 12.           | Hosszú Katinka · Magyarország                                                       | 2:10,09 CR | Verrasztó Evelyn · Magyarország                                                            | 2:10,10  | Hannah Miley · Egyesült Királyság                                                       | 2:10,89  |
| 400 m-es vegyesúszás Döntő: augusztus 9.            | Hannah Miley · Egyesült Királyság                                                   | 4:33,09 CR | Hosszú Katinka · Magyarország                                                              | 4:36,43  | Jakabos Zsuzsanna · Magyarország                                                        | 4:37,92  |
|                                                     |                                                                                     |            |                                                                                            |          |                                                                                         |          |
| 4 × 100 m-es gyorsúszás váltó Döntő: augusztus 9.   | Németország · Daniela Samulski · Silke Lippok · Lisa Vitting · Daniela Schreiber    | 3:37,72    | Egyesült Királyság · Amy Smith · Francesca Halsall · Jessica Sylvester · Joanne Jackson    | 3:38,57  | Svédország · Josefin Lillhage · Therese Alshammar · Sarah Sjöström · Gabriella Fagundez | 3:38,81  |
| 4 × 200 m-es gyorsúszás váltó Döntő: augusztus 12.  | Magyarország · Mutina Ágnes · Dara Eszter · Hosszú Katinka · Verrasztó Evelyn       | 7:52,49    | Franciaország · Balmy Carolie · Etienne Ophelie Cyriell · Farrell Margaux · Muffat Camille | 7:52,69  | Egyesült Királyság · Rebecca Adlington · Jazmin Carlin · Hannah Miley · Joanne Jackson  | 7:55,29  |
|                                                     |                                                                                     |            |                                                                                            |          |                                                                                         |          |
| 4 × 100 m-es vegyesúszás váltó Döntő: augusztus 15. | Egyesült Királyság · Gemma Spofforth · Kate Haywood · Francesca Halsall · Amy Smith | 3:59,72    | Svédország · Henriette Stenkvist · Joline Höstman · Therese Alshammar · Sarah Sjöström     | 4:01,18  | Németország · Jenny Mensing · Caroline Ruhnau · Daniela Samulski · Silke Lippok         | 4:03,22  |

### Műugrás

#### Férfi
| Versenyszám                                       | Arany                                         | Arany  | Ezüst                                          | Ezüst  | Bronz                                                | Bronz  |
| ------------------------------------------------- | --------------------------------------------- | ------ | ---------------------------------------------- | ------ | ---------------------------------------------------- | ------ |
| 1 m-es műugrás Döntő: augusztus 11., 15:30        | Illja Kvasa · Ukrajna                         | 433,90 | Patrick Hausding · Németország                 | 430,25 | Javier Illana · Spanyolország                        | 414,35 |
| 3 m-es műugrás Döntő: augusztus 13., 19:00        | Patrick Hausding · Németország                | 463,20 | Ilja Zaharov · Oroszország                     | 458,15 | Jevgenyij Kuznyecov · Oroszország                    | 455,80 |
| 10 m-es toronyugrás Döntő: augusztus 15., 19:00   | Sascha Klein · Németország                    | 534,85 | Patrick Hausding · Németország                 | 516,45 | Vadim Kaptur · Fehéroroszország                      | 515,80 |
| 3 m-es szinkronugrás Döntő: augusztus 12., 15:30  | Ukrajna · Illja Kvasa · Olekszij Prihorov     | 431,67 | Németország · Stephan Feck · Patrick Hausding  | 427,95 | Oroszország · Dmitrij Szautyin · Jurij Kunakov       | 410,43 |
| 10 m-es szinkronugrás Döntő: augusztus 14., 15:30 | Németország · Sascha Klein · Patrick Hausding | 478,11 | Oroszország · Viktor Minyibajev · Ilja Zaharov | 466,95 | Fehéroroszország · Timofei Hordeicsik · Vadim Kaptur | 426,03 |

#### Női
| Versenyszám                                       | Arany                                            | Arany  | Ezüst                                         | Ezüst  | Bronz                                                        | Bronz  |
| ------------------------------------------------- | ------------------------------------------------ | ------ | --------------------------------------------- | ------ | ------------------------------------------------------------ | ------ |
| 1 m-es műugrás Döntő: augusztus 10., 15:30        | Tania Cagnotto · Olaszország                     | 299,70 | Anna Lindberg · Svédország                    | 293,70 | Anasztaszija Pozdnyakova · Oroszország                       | 282,65 |
| 3 m-es műugrás Döntő: augusztus 14., 19:00        | Nagyezsda Bazsina · Oroszország                  | 324,10 | Anasztaszija Pozdnyakova · Oroszország        | 316,40 | Barta Nóra · Magyarország                                    | 291,75 |
| 10 m-es toronyugrás Döntő: augusztus 12., 19:00   | Christin Steuer · Németország                    | 354,50 | Bátki Noémi · Olaszország                     | 343,80 | Julija Koltunova · Oroszország                               | 340,45 |
| 3 m-es szinkronugrás Döntő: augusztus 15., 15:30  | Olaszország · Tania Cagnotto · Francesca Dallapè | 327,90 | Ukrajna · Olena Fedorova · Hanna Piszmenszka  | 312,00 | Oroszország · Anasztaszija Pozdnyakova · Szvetlana Filippova | 307,50 |
| 10 m-es szinkronugrás Döntő: augusztus 13., 15:30 | Németország · Christin Steuer · Nora Subschinski | 319,68 | Ukrajna · Julija Prokopcsuk · Alina Csaplenko | 306,30 | Egyesült Királyság · Monique Gladding · Megan Sylvester      | 300,66 |

#### Csapat
- A csapat versenyszám csak bemutatóként szerepelt az Európa-bajnokságon.

| Versenyszám | Arany                                        | Arany  | Ezüst                                         | Ezüst  | Bronz                                           | Bronz  |
| ----------- | -------------------------------------------- | ------ | --------------------------------------------- | ------ | ----------------------------------------------- | ------ |
| Csapat      | Christin Steuer · Sascha Klein · Németország | 398,15 | Julija Koltunova · Ilja Zaharov · Oroszország | 396,35 | Claire Febvay · Matthieu Rosset · Franciaország | 381,00 |

### Szinkronúszás
| Versenyszám                                      | Arany | Arany  | Ezüst | Ezüst  | Bronz | Bronz  |
| ------------------------------------------------ | --- | ------ | --- | ------ | --- | ------ |
| egyéni szabad program Döntő: augusztus 7., 10:00 | Natalja Iscsenko · Oroszország | 98,900 | Andrea Fuentes · Spanyolország | 96,600 | Lolita Ananaszova · Ukrajna | 93,000 |
| páros szabad program Döntő: augusztus 8., 10:00  | Oroszország · Natalja Iscsenko · Szvetlana Romasina | 98,700 | Spanyolország · Ona Carbonell · Andrea Fuentes | 96,700 | Ukrajna · Darja Jusko · Kszenija Szidorenko | 93,400 |
| csapat szabad program Döntő: augusztus 7., 18:00 | Oroszország · Natalja Iscsenko · Elvira Haszjanova · Darja Korobova · Alekszandra Packevics · Szvetlana Romasina · Alla Siskina · Anzselika Tyimanyina · Alekszandra Zujeva                                         | 99,000 | Spanyolország · Clara Basiana · Alba Cabello · Ona Carbonell · Margalida Crespí · Andrea Fuentes · Thaïs Henríquez · Paula Klamburg · Cristina Salvador                                       | 96,900 | Ukrajna · Lolita Ananaszova · Inha Hilljer · Olena Hrecsiknina · Julija Marjanko · Olekszandra Szabada · Katerina Szadurszka · Kszenija Szidorenko · Anna Volosina                                 | 92,800 |
| kombinációs kűr Döntő: augusztus 8., 18:00       | Oroszország · Anasztaszija Jermakova · Natalja Iscsenko · Elvira Haszjanova · Darja Korobova · Olga Kuzsela · Alekszandra Packevics · Szvetlana Romasina · Alla Siskina · Anzselika Tyimanyina · Alekszandra Zujeva | 98,300 | Spanyolország · Clara Basiana · Alba Cabello · Ona Carbonell · Margalida Crespí · Andrea Fuentes · Thaïs Henríquez · Paula Klamburg · Irene Montrucchio · Irina Rodríguez · Cristina Salvador | 97,000 | Ukrajna · Lolita Ananaszova · Inha Hilljer · Olena Hrecsiknina · Darja Jusko · Olha Kondrasova · Julija Marjanko · Olekszandra Szabada · Katerina Szadurszka · Kszenija Szidorenko · Anna Volosina | 94,100 |

### Hosszútávúszás
A hosszútávúszó versenyeket Balatonfüreden rendezték.

#### Férfi
| Versenyszám                      | Arany                       | Arany     | Ezüst                            | Ezüst     | Bronz                                                             | Bronz     |
| -------------------------------- | --------------------------- | --------- | -------------------------------- | --------- | ----------------------------------------------------------------- | --------- |
| 5 km Döntő: augusztus 5., 10:00  | Luca Ferretti · Olaszország | 58:43,4   | Simone Ercoli · Olaszország      | 59:00,5   | Szpiridon Janniotisz · Görögország · Simone Ruffini · Olaszország | 59:15,1   |
| 10 km Döntő: augusztus 4., 10:00 | Thomas Lurz · Németország   | 1:54:22,5 | Valerio Cleri · Olaszország      | 1:54:25,8 | Jevgenyij Dratcev · Oroszország                                   | 1:54:26,6 |
| 25 km Döntő: augusztus 7., 10:00 | Valerio Cleri · Olaszország | 5:16:38,3 | Bertrand Venturi · Franciaország | 5:16:54,7 | Joanes Hedel · Franciaország                                      | 5:18:57,6 |

#### Női
| Versenyszám                      | Arany                                    | Arany     | Ezüst                           | Ezüst     | Bronz                           | Bronz     |
| -------------------------------- | ---------------------------------------- | --------- | ------------------------------- | --------- | ------------------------------- | --------- |
| 5 km Döntő: augusztus 4., 16:00  | Jekatyerina Szeliversztova · Oroszország | 1:02:34,7 | Kalliupi Arauzu · Görögország   | 1:02:37,3 | Marianna Lymperta · Görögország | 1:02:41,3 |
| 10 km Döntő: augusztus 5., 16:00 | Linsy Heister · Hollandia                | 2:01:06,7 | Giorgia Consiglio · Olaszország | 2:01:07,6 | Angela Maurer · Németország     | 2:01:08,2 |
| 25 km Döntő: augusztus 8., 10:00 | Olga Beresnyeva · Ukrajna                | 5:48:10,2 | Angela Maurer · Németország     | 5:48:10,3 | Martina Grimaldi · Olaszország  | 5:48:30,8 |

#### Csapat
| Versenyszám                             | Arany                                                                      | Arany | Ezüst                                                        | Ezüst   | Bronz                                                                   | Bronz   |
| --------------------------------------- | -------------------------------------------------------------------------- | ----- | ------------------------------------------------------------ | ------- | ----------------------------------------------------------------------- | ------- |
| Csapat, 5 km Döntő: augusztus 6., 16:00 | Görögország · Kalliupi Arauzu · Antoniosz Fokaidisz · Szpiridon Janniotisz | 59:03 | Olaszország · Rachele Bruni · Simone Ercoli · Simone Ruffini | 59:55,6 | Oroszország · Szergej Bolsakov · Anna Guszeva · Danyiil Szerebrennyikov | 59:59,5 |